# Indicatif régional 213

Carte de l'État de Californie avec les territoires de ses indicatifs régionaux. L'indicatif régional 213 est en rouge.

L'indicatif régional 213 est l'un des multiples indicatifs téléphoniques régionaux de l'État de Californie aux États-Unis. Cet indicatif dessert le centre-ville de Los Angeles.
La carte ci-contre indique en rouge le territoire couvert par l'indicatif 213.
L'indicatif régional 213 fait partie du Plan de numérotation nord-américain.